# ヘンリク・ユリウシュ・クロコヴィチ＝プジェドジュミルスキー
ヘンリク・ユリウシュ・クロコヴィチ＝プジェドジュミルスキー（ドイツ語: Henryk Krukowicz-Przedrzymirski、1889年3月27日 - 没年不明）は、オーストリア出身のフィギュアスケート選手（男子シングル）。
1908年欧州選手権銅メダリスト。1925年よりポーランドスケート協会副会長に就任する。

## 主な戦績
| 大会/年          | 1907-08 | 1921-22 | 1922-23 | 1923-24 |
| ---------------- | ------- | ------- | ------- | ------- |
| 欧州選手権       | 3       |         |         |         |
| ポーランド選手権 |         | 1       | 1       | 1       |